# Syncolostemon elliottii
Syncolostemon elliottii là một loài thực vật có hoa trong họ Hoa môi. Loài này được (Baker) D.F.Otieno mô tả khoa học đầu tiên năm 2006.